# Praktolol
Praktolol – organiczny związek chemiczny, kardioselektywny lek należący do grupy leków beta-adrenolitycznych. Wskazaniem do stosowania jest arytmia.